# Prionotes
Prionotes je rod stálezelených keřů z čeledi vřesovcovité.

## Výskyt
Rostliny jsou endemické na ostrově Tasmánie. Vyskytuje se na západě a jihozápadě Tasmánie: vlhkých lesích Gulf Reshersh Bay , na svazích hor Wellington, úžině La Pérouse, nebo také v okolí přístavu Macquarie Harbour.

## Popis
Prionotes je poléhavý keř s jemnými hustě propletenými větvičkami. Rostlina se může plazit po zemi nebo vystoupat po kmenech mrtvých stromů do výšky až 10 m. Listy jsou malé, o šířce asi 5 mm a délce 5 až 12 mm. Květy oválné, pětičetné, 20-25 mm dlouhé, světle purpurové,jako by voskovité. Kvete počátkem podzimu.

## Klasifikace
V minulosti byl tento rod řazen do samostatné čeledi Prionotaceae nebo do čeledi Epacridaceae. V současné taxonomii je součástí čeledi vřesovcovité podobně jako ostatní rody bývalé čeledi Epacridaceae.

## Druhy
- Prionotes cerinthoides (Labill.) R.Br. (1810) synonymum Epacris cerinthoides Labill. (1805).
- Prionotes americana Hook. (1836) synonymum Lebetanthus americanus Endl. ex Hook.f. (1846)
- Prionotes myrsinites Skottsb. (1916) synonymum Lebetanthus myrsinites Macloskie (1905)
- Prionotes secunda (R.Br.) Spreng. (1824) synonymum Dracophyllum secundum R.Br. (1810)

## Použití
Rostlinu je možné použít jako dekorativní, včetně pěstování v nádobách.